# Модель памяти Intel x86
Модель памяти для платформ x86 — способ указать предположения, которые должен сделать компилятор при генерации кода для платформ с сегментной адресацией памяти или со страничной памятью. Чаще всего термин употребляется при работе с различными устаревшими режимами платформы x86.
Например, на 16-битной x86-совместимой платформе существует шесть моделей памяти. Они определяют, какие предположения делаются относительно сегмента регистров и размера указателей по умолчанию.

## Сегментация памяти
16-битная x86-архитектура, благодаря наличию четырёх сегментных регистров, позволяет одновременно иметь доступ к четырём сегментам памяти. Назначение сегментных регистров:
- DS (data segment) — сегмент данных;
- CS (code segment) — сегмент кода;
- SS (stack segment) — сегмент стека;
- ES (extra segment) — дополнительный сегмент.

Логический адрес на такой платформе принято записывать в виде сегмент:смещение, где сегмент и смещение задаются в шестнадцатеричной системе счисления.
В реальном режиме для вычисления физического адреса байта памяти происходит сдвиг влево на 4 разряда значения соответствующего сегментного регистра, а затем добавляется смещение.
Например, логический адрес 7522:F139 дает 20-битный физический адрес:
Необходимо отметить, что этот процесс приводит к алиасингу памяти, то есть любой данный физический адрес может иметь несколько логических представлений. Это усложняет сравнение указателей.
В защищённом режиме для этой же цели используются GDT и LDT.

## Размеры указателя
Указатели могут быть типов near (ближний), far (дальний) или huge (большой).
Ближний (near) указатель ссылается на текущий сегмент, поэтому ни DS ни CS не должны изменяться при разыменовании указателя. Указатели этого типа являются самыми быстрыми, но ограничены областью указывания в 64 килобайта памяти (то есть текущим сегментом).
Far-указатели содержат новое значение DS или CS. Для их использования регистр должен быть изменён, память разыменована, а затем регистр должен быть восстановлен. Такие указатели могут ссылаться на 1 мегабайт памяти. Необходимо отметить, что арифметические действия с указателями (сложение и вычитание) не изменяют участок сегмента указателя, а затрагивают лишь его смещение. Операции, выходящие за границы нуля или 65535 (0xFFFF), подвергнутся операции взятия по модулю 64K, как и любая обычная 16-битная операция. Например, знаковое −1 превращается в беззнаковое 0xFFFF или 65535.
К примеру, нижеследующий код выйдет за рамки и перепишет сам себя:
```
char
 
far
*
 
myfarptr
 
=
 
(
char
 
far
*
)
 
0x50000000L
 
;
 

unsigned
 
long
 
counter
 
;

for
(
counter
=
0
;
 
counter
<
128
*
1024
;
 
counter
++
)
 
// доступ к 128K памяти

  
*
(
myfarptr
+
counter
)
 
=
 
7
 
;
 
// записать все семерки в неё

```

В какой-то момент счётчик counter станет равным (0x10000), а результирующий абсолютный адрес превысит 0x5000:0000.
Большие (huge) указатели по сути являются дальними указателями, но нормализуются каждый раз когда они меняются, так что у них есть наивысший сегмент, доступный им для адресации. Это весьма медленно, но зато позволяет указателю указывать на несколько сегментов, а также позволяет более точно сравнивать указатели, как если бы в качестве платформы использовалась бы плоская модель памяти: это запрещает алиасинг памяти как упоминалось выше, поэтому два больших указателя, ссылающиеся на один и тот же участок памяти, всегда будут равны.

## Модели памяти
Модели памяти бывают:
| Модель  | Данные | Код  |
| Tiny*   | near   | near |
| Small   | near** | near |
| Medium  | near   | far  |
| Compact | far    | near |
| Large   | far    | far  |
| Huge    | huge   | huge |

* В модели Tiny (крошечная) все четыре сегментных регистра указывают на один и тот же сегмент.
** Во всех моделях с ближними указателями на данные SS равно DS.

## Другие платформы
При реализации моделей памяти Small и Tiny регистр сегмента кода должен указывать на тот же физический адрес и иметь то же ограничение, что и регистр сегмента данных. Это нивелирует одну из особенностей процессора 80286, которая гарантирует, что сегменты данных никогда не будут исполняться, а сегмент кода никогда не будет перезаписываться (что означает полное запрещение самомодифицирующегося кода). 
Технически, «плоское» 32-битное адресное пространство является моделью памяти типа «tiny» для сегментированного адресного пространства. Под влиянием обоих факторов, все четыре сегментных регистра содержат одно и то же значение.
На платформе x86-64 существует семь моделей памяти, причём большинство символьных ссылок являются лишь 32-битными, и если адрес известен во время линковки (в отличие от позиционно-независимого кода). Это не влияет на использование указателей, которые всегда являются плоскими 64-битными указателями, но только с точки зрения доступа к значению через размещение символов.